# Rantoul (Kansas)
Rantoul és una població dels Estats Units a l'estat de Kansas. Segons el cens del 2000 tenia 241 habitants.

## Demografia
Segons el cens del 2000, Rantoul tenia 241 habitants, 84 habitatges, i 66 famílies. La densitat de població era de 620,3 habitants/km².
Dels 84 habitatges en un 41,7% hi vivien nens de menys de 18 anys, en un 56% hi vivien parelles casades, en un 16,7% dones solteres, i en un 21,4% no eren unitats familiars. En el 15,5% dels habitatges hi vivien persones soles el 7,1% de les quals corresponia a persones de 65 anys o més que vivien soles. El nombre mitjà de persones vivint en cada habitatge era de 2,87 i el nombre mitjà de persones que vivien en cada família era de 3,11.
Per edats la població es repartia de la següent manera: un 35,3% tenia menys de 18 anys, un 6,2% entre 18 i 24, un 31,5% entre 25 i 44, un 19,1% de 45 a 60 i un 7,9% 65 anys o més.
L'edat mediana era de 32 anys. Per cada 100 dones de 18 o més anys hi havia 81,4 homes.
La renda mediana per habitatge era de 41.667 $ i la renda mediana per família de 46.250 $. Els homes tenien una renda mediana de 32.321 $ mentre que les dones 20.000 $. La renda per capita de la població era de 17.594 $. Cap de les famílies i l'1,2% de la població estaven per davall del llindar de pobresa.

## Poblacions més properes
El següent diagrama mostra les poblacions més properes.